# 明尼阿波利斯-聖保羅都會區
明尼阿波利斯-聖保羅都會區（英語：Minneapolis–Saint Paul）是指美國中部的雙城明尼阿波利斯與聖保羅及鄰近的多個郡所組成的都會區。這個都會區現時已跨越了明尼蘇達州的邊界進入威斯康星州，發展成為一個由13個郡、188個城鎮組成的都會區，人口約360萬，是現時美國人口第16多的都會區。

## 外部連結
- 明尼蘇達州政府：都會區各郡比較 （英文）
- History of the National Weather Service in Minneapolis-St. Paul, Minnesota （页面存档备份，存于）
- Twin Cities Daily Photo - One photo a day of the Twin Cities Metro Area （页面存档备份，存于）